# Irský republikanismus

Irská vlajka

Irský republikanismus (irsky Poblachtánachas Éireannach) je ideologie založená na víře, že celý Irský ostrov by měl být samostatná republika. Vývoj nacionalismu a demokratického cítění v Evropě v 18. a 19. století se v Irsku odrazil ve vznik republikanizmu jako opozice vůči britské nadvládě. Stalo se tak po stovkách let britského dobývání a irského odporu skrze povstání. Diskriminace katolíků, pokusy britské správy potlačit irskou kulturu a víra, že Irsko bylo ekonomicky v důsledku Dohody o unii z roku 1800 znevýhodněno, byly hlavní faktory vedoucí k této opozici.